# Licea w Lublinie
Poniższa lista zawiera aktualnie funkcjonujące licea ogólnokształcące znajdujące się na terenie miasta Lublina.

## Licea ogólnokształcące publiczne

Herb Lublina

| numer                                      | patron                                            | adres                        | www |
| ------------------------------------------ | ------------------------------------------------- | ---------------------------- | --- |
| I Liceum Ogólnokształcące                  | im. Stanisława Staszica                           | Al. Racławickie 26           |     |
| II Liceum Ogólnokształcące                 | im. Hetmana Jana Zamoyskiego                      | ul. Ogrodowa 16              |     |
| III Liceum Ogólnokształcące                | im. Unii Lubelskiej                               | pl. Wolności 4               |     |
| IV Liceum Ogólnokształcące                 | im. Stefanii Sempołowskiej                        | ul. Szkolna 4                |     |
| V Liceum Ogólnokształcące                  | im. Marii Skłodowskiej-Curie                      | ul. Lipowa 7                 |     |
| VI Liceum Ogólnokształcące                 | im. Hugona Kołłątaja                              | ul. Mickiewicza 36           |     |
| VII Liceum Ogólnokształcące                | im. Marii Konopnickiej                            | ul. Farbiarska 8             |     |
| VIII Liceum Ogólnokształcące               | im. Zofii Nałkowskiej                             | ul. Słowicza 5               |     |
| IX Liceum Ogólnokształcące                 | im. Mikołaja Kopernika                            | ul. Struga 6                 |     |
| X Liceum Ogólnokształcące                  | –                                                 | ul. Wojciechowska 38         |     |
| XII Liceum Ogólnokształcące                | im. gen. Franciszka Kleeberga                     | Al. Racławickie 7            |     |
| XIV Liceum Ogólnokształcące                | im. Zbigniewa Herberta                            | ul. Radzyńska 5              |     |
| XV Liceum Ogólnokształcące                 | im. Władysława Grabskiego                         | ul. Podwale 11               |     |
| XVI Liceum Ogólnokształcące                | im. Augusta i Juliusza Vetterów                   | ul. Bernardyńska 14          |     |
| XVII Liceum Ogólnokształcące               | im. Zofii Sękowskiej                              | ul. Hirszfelda 5             |     |
| XVIII Liceum Ogólnokształcące              | im. Stanisławy Filipiny Paleolog                  | ul. Przyjaźni 12             |     |
| XIX Liceum Ogólnokształcące                | im. Marii i Jerzego Kuncewiczów                   | ul. Rzeckiego 10             |     |
| XX Liceum Ogólnokształcące                 | im. Orląt Lwowskich                               | ul. Tumidajskiego 6A         |     |
| XXI Liceum Ogólnokształcące                | im. Świętego Stanisława Kostki                    | ul. ks. Słowikowskiego 6     |     |
| XXIII Liceum Ogólnokształcące              | im. Nauczycieli Tajnego Nauczania                 | ul. Księcia Poniatowskiego 5 |     |
| XXIV Liceum Ogólnokształcące               | im. Jana Pawła II                                 | ul. Elsnera 5                |     |
| XXVI Liceum Ogólnokształcące dla Dorosłych | im. Tadeusza Kościuszki                           | ul. Pogodna 52               |     |
| XXVII Liceum Ogólnokształcące              | im. Zesłańców Sybiru                              | ul. Biedronki 13             |     |
| XXIX Liceum Ogólnokształcące               | im. cc. mjr. Hieronima Dekutowskiego ps. "Zapora" | ul. Lipowa 25                |     |
| XXX Liceum Ogólnokształcące                | im. księdza Jana Twardowskiego                    | ul. Wajdeloty 12             |     |
| Liceum Plastyczne                          | im. Cypriana Kamila Norwida                       | ul. Muzyczna 10a             |     |

Dawniej istniały także XI Liceum Ogólnokształcące, XIII Liceum Profilowane (do 2002 jako Liceum Zawodowe, wchodzące w skład Zespołu Szkół Budowlanych w Lublinie; zlikwidowane 31.08.2012 r.), XXII Liceum Ogólnokształcące (zlikwidowane 31.08.2020 r.) oraz XXV Liceum Ogólnokształcące (zlikwidowane 31.08.2020 r.).

## Licea ogólnokształcące niepubliczne
| nazwa                                       | patron                          | adres                         | www |
| ------------------------------------------- | ------------------------------- | ----------------------------- | --- |
| Liceum Ogólnokształcące                     | im. Św. Teresy                  | ul. 1 Maja 14C                | –   |
| Międzynarodowe Liceum Ogólnokształcące      | Paderewski                      | ul. Symfoniczna 1             |     |
| Niepubliczne Liceum Ogólnokształcące        | im. Jana III Sobieskiego        | ul. Paśnikowskiego 6          |     |
| Prywatne Katolickie Liceum Ogólnokształcące | im. ks. Kazimierza Gostyńskiego | Droga Męczenników Majdanka 27 |     |
| Prywatne Liceum Ogólnokształcące            | im. Królowej Jadwigi            | al. Długosza 8a               |     |
| Prywatne Liceum Ogólnokształcące            | im. Józefa Czapskiego           | ul. Pogodna 52A               |     |
| Prywatne Liceum Ogólnokształcące            | im. Kazimierza Wielkiego        | ul. Aleje Racławickie 17      |     |
| Społeczne Liceum Ogólnokształcące           | im. Hansa Christiana Andersena  | ul. Przyjaźni 20              |     |
| Społeczne Liceum Ogólnokształcące           | im. Adama Asnyka                | ul. Kapucyńska 1A             |     |
| Śródziemnomorskie Liceum Ogólnokształcące   | im. Św. Dominika                | ul. Kowalska 4                |     |

Dawniej istniało także Pallotyńskie Liceum Ogólnokształcące im. Stefana Batorego.